# The Peace of Wild Things
The Peace of Wild Things is de zesde aflevering van het zesde seizoen van de televisieserie ER, die voor het eerst werd uitgezonden op 11 november 1999.

## Verhaal
Jeanie Boulet besluit om ontslag te nemen om zo fulltime voor haar adoptiekind te zorgen. 
Dr. Benton is nog steeds aan het twijfelen of hij een DNA-test moet nemen om zo erachter te komen of Reese zijn biologisch kind is. 
Het vermoeden wordt steeds sterker dat dr. Lawrence de eerste verschijnselen heeft van de ziekte van Alzheimer. Dr. Greene en Dr. Weaver gebruiken een list om hier zeker van te zijn. Uiteindelijk moet dr. Lawrence toegeven dat zijn carrière als dokter over is.
Hathaway neemt een drastische maatregel om zo de hoogzwangere vrouw van de drugs af te helpen, zij laat haar arresteren om haar zo te laten afkicken in de gevangenis. 
Er vindt een ontploffing plaats op de SEH, eerst wordt dr. Finch verantwoordelijk gehouden maar dan blijkt dr. Malucci ook een verdachte te zijn. 

## Rolverdeling

### Hoofdrollen
- Anthony Edwards - Dr. Mark Greene
- Noah Wyle - Dr. John Carter
- Laura Innes - Dr. Kerry Weaver
- Eriq La Salle - Dr. Peter Benton
- Matthew Watkins - Reese Benton
- Alex Kingston - Dr. Elizabeth Corday
- Michael Michele - Dr. Cleo Finch
- Paul McCrane - Dr. Robert Romano
- Erik Palladino - Dr. Dave Malucci
- Alan Alda - Dr. Gabriel Lawrence
- Gloria Reuben - Jeanie Boulet
- Kellie Martin - Lucy Knight
- Julianna Margulies - verpleegster Carol Hathaway
- Laura Cerón - verpleegster Chuny Marquez
- Yvette Freeman - verpleegster Haleh Adams
- Conni Marie Brazelton - verpleegster Connie Oligario
- Deezer D - verpleger Malik McGrath
- Gedde Watanabe - verpleger Yosh Takata
- Lily Mariye - verpleegster Lily Jarvik
- Lyn Alicia Henderson - ambulancemedewerker Pamela Olbes
- Montae Russell - ambulancemedewerker Dwight Zadro
- Emily Wagner - ambulancemedewerker Doris Pickman
- Michelle Bonilla - ambulancemedewerker Christine Harms
- Brian Lester - ambulancemedewerker Brian Dumar
- Kristin Minter - Randi Fronczak
- Khandi Alexander - Jackie Robbins
- Lisa Nicole Carson - Carla Simmons

Dit is laatste aflevering van Gloria Reuben als Jeanie Boulet.

### Gastrollen (selectie)
- Gail Strickland -  Dr. Renee Spielman
- Andrew Bowen - Andrew
- Tom McGowan - Joe Bernero
- Ania Suli - Brenda Brewer / Mrs. Karras
- Amzie Strickland - Jean Connelly
- Danny Belrose - Joey
- Jen Bosworth-Ramirez - caissière
- Martha Plimpton - Meg Corwin
- Chimeka Crawford - Joanie
- Cress Williams - politieagent Reggie Moore
- Ben Hecht - Eddie Bernero